# 말레네 모르텐센
말레네 비테르 모르텐센(Malene Winter Mortensen, 1982년 5월 23일 ~ )은 덴마크의 가수이다. 2002년 유로비전 송 콘테스트에서 덴마크 대표로 참가했다.